# Delia Vergara
María Delia Vergara Larraín (Santiago, 3 de diciembre de 1940) es una periodista chilena.

## Primeros años de vida
Hija de Sergio Vergara y María Larraín, fue criada en un entorno católico y conservador. Delia fue parte de las primeras generaciones de graduados en periodismo de la Universidad de Chile y a los 24 años terminó un magíster en comunicaciones en la Universidad de Columbia, Nueva York.
En 1964 se casó con Pablo Huneeus, con quien tuvo tres hijos: Andrea, Nicolás y Alejandro. La pareja se separó en 1973.

## Vida pública
En 1965 se mudó a Ginebra, y en 1967 fue contactada por Roberto Edwards Eastman, propietario de la Editorial Lord Cochrane, para que asumiera la dirección y el lanzamiento de la nueva revista femenina Paula, publicación innovadora que la posicionó como una de las pioneras del periodismo feminista en el país. En ella desde los primeros números se tocaron temas relevantes para la nueva generación de mujeres, como es la píldora anticonceptiva, problemas de pareja, el aborto, incorporación de la mujer a la fuerza laboral, necesidad de aumentar la dotación de jardines infantiles, el rol del hombre en la casa. Se mantuvo en la dirección de la revista hasta inicios de 1975.
En 1977 ingresó a trabajar en Radio Cooperativa y fundó el programa informativo "El Diario de Cooperativa" que tenía una hora de duración. Actualmente el espacio dura unas tres horas al aire y posee más de una veintena de profesionales trabajando en el proyecto.
Luego de cuatro años trabajando en Radio Cooperativa, fundó la revista Clan que duraría también cuatro años. Posteriormente se dedicó a realizar iniciativas sociales, como los proyectos Compartiendo la Mesa en apoyo a las ollas comunes, el Fondo de Solidaridad e Inversión Social y la Guía de la Solidaridad.
En 1988 publicó el libro Encuentros con Lola Hoffmann, donde quiso dejar registro de la influencia que la psiquiatra tuvo en su propia vida y en la de numerosos líderes chilenos.

## Premios y reconocimientos
- Premio de periodismo Helena Rubinstein, 1974.[1]
- Premio Lenka Franulic, 2020.[17]